# The Prosecuting Attorney (film, 1912)
Pour plus de détails, voir Fiche technique et Distribution.
The Prosecuting Attorney est un film muet américain réalisé par Colin Campbell et sorti en 1912.

## Fiche technique
- Titre original : The Prosecuting Attorney
- Réalisation : Colin Campbell
- Scénario : Colin Campbell
- Producteur : William Selig
- Société de production : Selig Polyscope Company
- Pays de production :  États-Unis
- Format : Noir et blanc — 35 mm — 1.33:1 — Muet
- Genre : Film dramatique
- Date de sortie : 
  - États-Unis : 11 janvier 1912

## Distribution
- Charles Clary
- Frank Weed
- George L. Cox
- Winifred Greenwood
- William Stowell
- Kathlyn Williams
- Harry Lonsdale